# Sabiržan Ruziev
Sabiržan Sabitovič Ruziev (Belovodskoe, 15 giugno 1953) è un ex schermidore sovietico, vincitore di una medaglia d'argento nella scherma ai giochi olimpici.